# Stamford (Connecticut)
Stamford è una città dello Stato del Connecticut, negli Stati Uniti d'America. Si trova nella parte sud-orientale della contea di Fairfield. Una stima del 2006 dava per la città circa 120 000 abitanti. 
La cittadina è ormai considerata una parte dell'area metropolitana di New York.

## Storia
Era originariamente chiamata Rippowam, sia dai nativi americani che abitavano in quest'area, che dai primi coloni europei che vi si stabilirono. Nel 1640 fu invece rinominata "Stamford", copiando il nome di una cittadina storica inglese del Lincolnshire.

## Economia
Stamford si colloca al terzo posto, subito dopo Chicago e New York, per numero di grosse aziende presenti, incluse nelle "Fortune 500". Le più importanti aziende con sede a Stamford sono: GE Commercial Finance, UBS, International Paper, Purdue Pharma, Pitney Bowes, World Wrestling Entertainment, Clairol, Xerox Corporation e Hyperion. Secondo l'FBI, nel primo semestre del 2004, Stamford era la più sicura tra le città con oltre 100 000 abitanti negli Stati Uniti.
A sud della città vi è un'area industriale, mentre la parte nord è la zona residenziale, lungo la costa, invece, vi sono le aree più ricche, con ville e lussuose residenze, in particolare lungo la Shippan Avenue e l'area confinante a sud con Greenwich, una delle città più ricche degli Stati Uniti.

## Infrastrutture e trasporti
La città è servita dal servizio ferroviario suburbano Shore Line East.

## Nella cultura di massa
Nella città di Stamford è ambientata la famosa serie TV targata ABC Tutto in famiglia.
È anche sede di una delle filiali della Dunder Mifflin, l'azienda per cui lavorano i protagonisti della serie televisiva The Office.

## Amministrazione

### Gemellaggi
- Afula
- Minturno